# Asimilace (psychologie)
Asimilace (z franc. assimilation, přizpůsobení) znamená v psychologii učení přiřazení určitého vjemu nějakému schématu, které se pro podobné vjemy už používá. Tím se tento vjem zobecňuje a zařazuje jako známý.
Ve vývojové psychologii Jeana Piageta je jedním ze dvou druhů kognitivního přizpůsobení a slouží k vytvoření rovnovážného stavu (ekvilibrace). Doplňujícím protějškem asimilace je proces akomodace, proces přizpůsobení vnitřního světa (vnitřní reprezentace světa, mentálního modelu světa) vytvořením nového schématu.

## Příklad: "schéma haf-haf"
Dítě vidí malé, bílé, kudrnaté a štěkající zvíře a matka mu k němu řekne: "Haf-haf". Z dalších podobných zkušeností vzniká "schéma haf-haf", které obsahuje všechny rysy pro psy charakteristické a vylučuje všechny netypické.
Takové schéma dítěti umožňuje, aby:
- i psy, které nikdy nevidělo, zařadilo do schématu haf-haf;
- schéma haf-haf později použilo pro pojem psa;
- ještě později použilo pojem psa jako nadřazený pojem pro všechny psí rasy.